# Ярушникови
Яру́шникови (рос. Ярушниковы) — присілок у складі Котельницького району Кіровської області, Росія. Входить до складу Зайцевського сільського поселення.
Населення становить 1 особа (2010).